# Marc Monnet (réalisateur)
Pour les articles homonymes, voir Marc Monnet.
Marc Monnet est un réalisateur français né en 1941.

## Biographie
Marc Monnet commence sa carrière comme assistant réalisateur au cours des années 1960. Il travaillera souvent avec de grands cinéastes, comme Philippe de Broca, José Giovanni, Gérard Oury. Il fait la connaissance de Coluche à la fin des années 1960. En 1973, il deviendra régisseur, et éclairagiste des spectacles de Coluche, dont ceux du Gymnase. En 1975, il est assistant réalisateur de John Frankenheimer pour le film French Connection 2. Il cessera de travailler au cinéma en 1987, et se concentrera comme régisseur,et éclairagiste pour des pièces de Théâtre du TNP (Théâtre National Populaire), de 1987 à 2003, date de sa retraite.    

## Filmographie

### Assistant réalisateur
- 1960 : La Millième Fenêtre de Robert Ménégoz
- 1966 : Le Roi de cœur de Philippe de Broca
- 1967 : Mise à sac d'Alain Cavalier
- 1967 : Sept fois femme (Woman Times Seven), de Vittorio De Sica
- 1968 : Le Rapace de José Giovanni
- 1969 : Le Cerveau de Gérard Oury
- 1970 : Sex Power de Henry Chapier
- 1975 : French Connection 2 de John Frankenheimer
- 1975 : Le Sauvage de Jean-Paul Rappeneau
- 1977 : Black Sunday, de John Frankenheimer
- 1979 : Un scandale presque parfait (An Almost Perfect Affair) de Michael Ritchie
- 1984 : La Vengeance du serpent à plumes de Gérard Oury
- 1987 : Lévy et Goliath, de Gérard Oury

### Réalisateur
- 1971 : Léa l'hiver
- 1977 : Vous n'aurez pas l'Alsace et la Lorraine (coréalisateur : Coluche)